# Hildegard Falck
Hildegard Falck, född Janze den 8 juni 1949, är en tysk före detta friidrottare som tävlade under början av 1970-talet för Västtyskland på 800 meter.
Falck blev den 11 juli 1971 historisk då hon underskred 2-minutersgränsen och sprang 800 meter på 1.58,5 en tid som var två sekunder snabbare än Jugoslaviens Vera Nikolić som hade det tidigare världsrekordet. Trots Falcks överlägsenhet lyckades hon inte vinna 800 meter vid EM 1971. Däremot var hon med i det tyska stafettlag som slutade tvåa på 4 x 400 meter efter Östtyskland.
Falcks främsta merit är från OS 1972 i München där hon vann olympiskt guld på 800 meter och var med i det tyska stafettlag som slutade trea på 4 x 400 meter.